# オリバー・マーモル
オリバー・マーモル（Oliver Marmol, 1986年7月2日 - ）は、アメリカ合衆国フロリダ州オーランド出身の元プロ野球選手（内野手）、野球指導者。右投右打。MLBのセントルイス・カージナルスで監督を務める。

## 経歴
2004年のMLBドラフト31巡目（全体922位）でピッツバーグ・パイレーツから指名されたが、この時は入団せずにカレッジ・オブ・チャールストンへ進学した。
2007年のMLBドラフト6巡目（全体202位）でセントルイス・カージナルスから指名され、プロ入り。メジャー経験は無く、2010年を最後に引退した。
引退翌年の2011年から2016年までカージナルス傘下のマイナーの各クラスでコーチ・監督を務めた。
2017年シーズンにはカージナルスの一塁コーチに就任した。
2019年からはベンチコーチを務めている。
2021年オフの10月25日に解任されたマイク・シルトに替わって、この時点でメジャー最年少の35歳でカージナルスの第51代監督に就任した。当時のチームの中心選手であったヤディアー・モリーナやアダム・ウェインライト、そして2022年シーズンに11年ぶりにチーム復帰となったアルバート・プホルスといったベテラン選手よりも年少であった。
2022年オフの11月15日に全米野球記者協会(BBWAA)から1位票が5、2位票が4、3位票が7の計44ポイントで最優秀監督賞4位となった。

## 詳細情報

### 背番号
- 37（2017年 - ）